# اساسینز کرید هویت
اساسینز کرید هویت (انگلیسی: Assassin's Creed Identity) یک بازی ویدئویی در سبک بازی نقش‌آفرینی اکشن، بازی اکشن-ماجراجویی و سبک مخفی‌کاری است که توسط یوبی‌سافت و در سال ۲۰۱۶ و در پلت‌فرم‌های اندروید و آی‌اواس منتشر شده‌است.